# Kerstin Westerlund

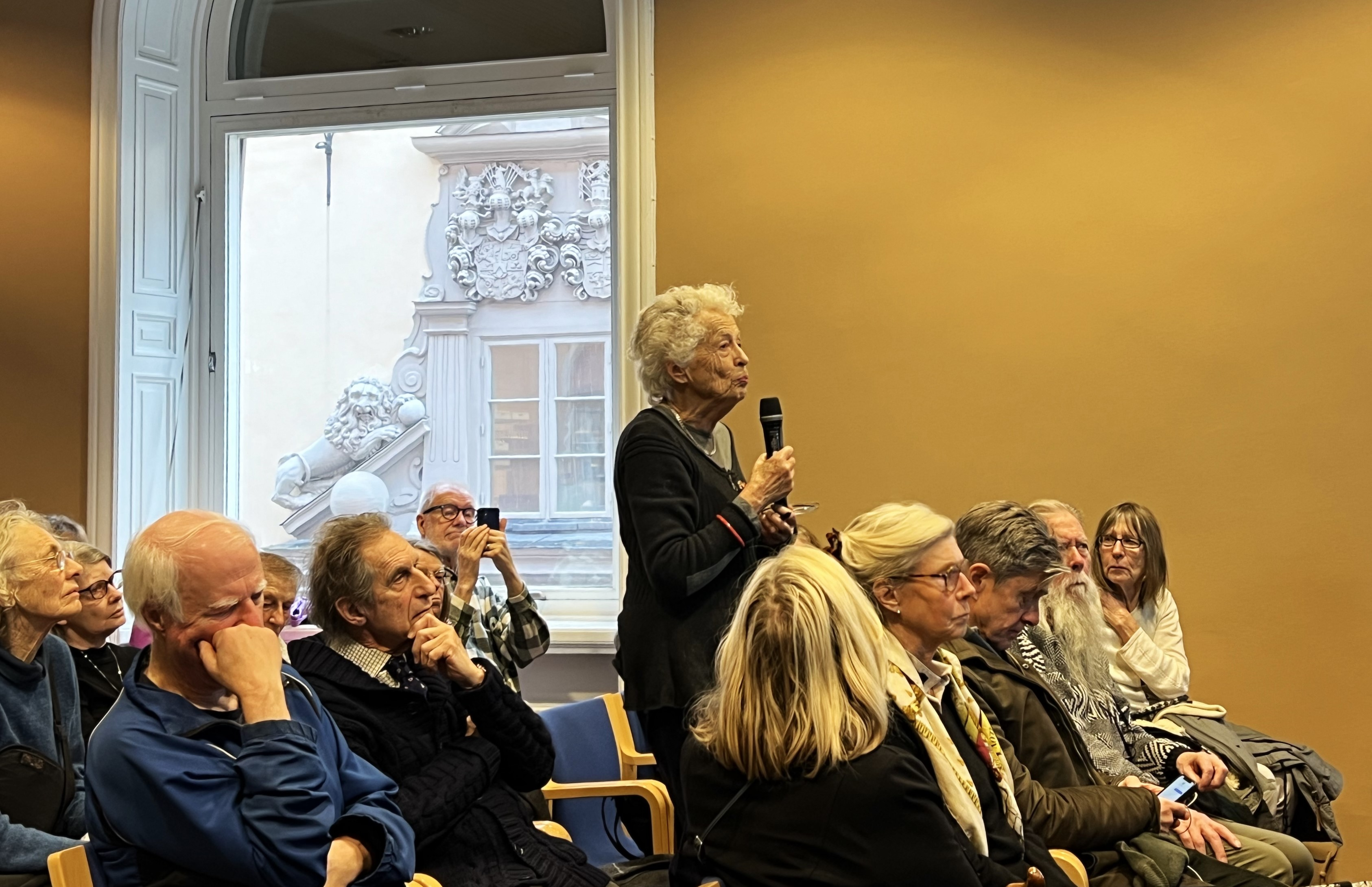
Kerstin Westerlund talar i Medelhavsmuseet vid en utfrågning av politiker och experter gällande Medeltidsmuseet, januari 2024.

Kerstin Agnes Westerlund Bjurström, född Westerlund 29 mars 1940 i Stockholm, är en svensk arkitekt.
Kerstin Westerlund utexaminerades från Kungliga Tekniska högskolan 1964 och från Kungliga Konsthögskolan 1969. Hon ägnade sig åt sjukhusprojekt inom Frederik Bjurströms, Jon Johns och Nils Inge Roséns arkitektkontor 1963–1976, bland annat Akademiska sjukhusets barnklinik i Uppsala och en vårdcentral i Mölndal. Hon var gruppchef vid Byggnadsstyrelsen 1976–1988 och under denna tid projektledare för bland annat nya Wasamuseet och Stockholms universitetsbibliotek i Frescati. Hon blev fastighetschef för kungliga slotten och monumenten vid Statens fastighetsverk 1994. 
Westerlund var ordförande för Svenska Arkitekters Riksförbund 1989–1992, där hon tidigare varit ordförande i arbetsmiljögruppen och ägnat sig åt juryarbete. Hon har även varit vice ordförande i Statens konstråd samt styrelseledamot i Kungliga Konsthögskolan och Riksantikvarieämbetet.

## Familj
Kerstin Westerlund är dotter till sjökapten Ivar Westerlund och skolkökslärarinnan Eja Westerlund, född Edberg. Hon var gift 1967–1986 med arkitekten Frederik Bjurström.